# Jing Jiao
Jing Jiao (chinesisch 鲸角 ‚Walspitze‘) ist eine felsige Landspitze an der Ingrid-Christensen-Küste des ostantarktischen Prinzessin-Elisabeth-Lands. Sie liegt nordnordwestlich des Baiyun Shan am Kopfende der Dålkøy Bay in den Larsemann Hills.
Chinesische Wissenschaftler benannten sie 1993.